# ابن فطيس
عبد الرحمن بن محمد بن عيسى بن فُطَيس القرطبي المعروف بـابن فُطَيس (960 - 7 يونيو 1012) عالم مسلم وقاضي وكاتب أندلسي في القرن الرابع الهجري في العصر الأموي.  ولد بقرطبة وبها نشأ وتعلم وولي قضاءها سنة 946 م. برز في علم الحديث النبوي وعلم الرجال والفقه المالكي. مات في مسقط رأسه في صدر فتنة الأندلس. له مؤلفات عديدة منها القصص والأسباب النزول أكثر من مئة جزء، والناسخ والمنسوخ ثلاثون جزءاً.

## سيرته
هو عبد الرحمن بن محمد بن عيسى بن فطيس بن أصبغ بن فطيس، أبو المطرّف. ولد سنة 348 هـ/ 960 م بقرطبة وبها نشأ وتعلم وولي قضاءها سنة 334 هـ/ 946 م مقروناً بولاية صلاة الجمعة والخطبة، مضافاً إلى ذلك خطته العليا من الوزارة. كان له ستة وراقين ينسخون دائماً ما يمليه من الحديث والأخبار، أو ما يختار نقله من كتب غيره، وجمع من الكتب في‌ أنواع العلوم ما لم يجمعه أحد من أهل عصره بالأندلس.

حدث عن أبي عيسى الليثي، وأبي جعفر بن عون الله، وأبي عبد الله بن مفرج، وأبي الحسن الأنطاكي، وأبي محمد الأصيلي، وأبي محمد بن عبد المؤمن، وعدة. وأجاز له الحسن بن رشيق والقاضي أبو بكر الأبهري، وطائفة. حدث عنه : الصاحبان، وأبو عمر الطلمنكي، وأبو عمر بن سميق، وأبو عمر بن عبد البر، وأبو عمر بن الحذاء، وحاتم بن محمد، وآخرون . 

«وكان حافظا ناقدا جهبذا، مجودا محققا، بصيرا بالعلل والرجال مع قوته في الفقه والفضائل، وكان يملي من حفظه. » مات بقرطبة في صدر الفتنة البربرية 15 ذي القعدة 402 هـ/ 7 يونيو 1012م. وبيعت كتبه بعده بأربعين ألف دينار.

## مؤلفاته
من كتبه:
- القصص، ثلاث مجلدات.
- أسباب النزول، أكثر من مئة جزء.
- الناسخ والمنسوخ، ثلاثون جزءاً.
- القصص، ثلاث مجلدات.
- فضائل الصحابة في مائة جزء.
- فضائل التابعين في سبع مجلدات.
- الناسخ والمنسوخ ثلاثون جزءا.
- الإخوة من أهل العلم مجلدان.
- أعلام النبوة في عشرة أسفار.
- الكرامات في مجلدين.
- مسند، خمسون جزءا.
- مسند قاسم بن أصبغ العوالي، ثلاث مجلدات،
- المناولة والإجازة مجلد .